# Monte Çika

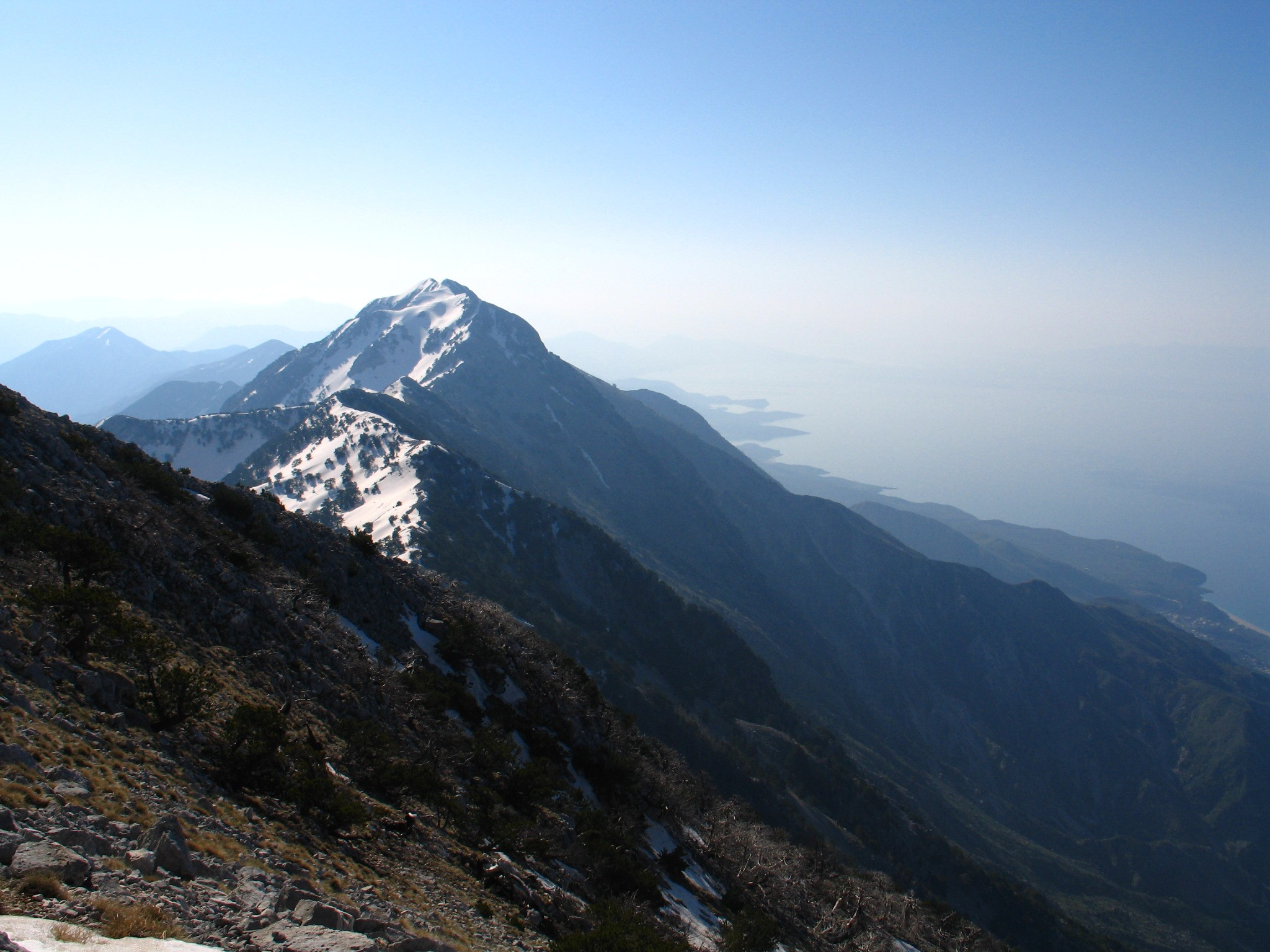
La cima innevata del Monte Çika e il panorama della costa

Il Monte Çika (in albanese Maja e Çikës) è una montagna alta 2.044 m s.l.m. situata in Albania, la cima più alta dei Monti Acrocerauni. Sorge nella penisola di Karaburun, a poca distanza dalla porzione di mare Adriatico che divide la prefettura di Valona dalla penisola italiana del Salento.

## Descrizione
Con una prominenza di 1.563 metri è l'85° montagna più alta d'Europa. Sorge in linea d'aria 40 km a sud-est della città di Valona e offre notevoli panorami sul mare.  Il monte è parte del Parco nazionale di Llogara, noto per la sua ricca biodiversità e vegetazione. Il versante occidentale del monte è punteggiato di numerose specie di pino.

## Geografia
Il Monte Çika precipita ripidamente verso ovest in direzione del mare Ionio. La differenza di altitudine, infatti, è di oltre 2.000 metri nel giro di circa 5 chilometri. Vi sono ripidi strapiombi soprattutto nella parte superiore della montagna. Il suo profilo caratterizza la ripida costa della Riviera albanese. La seconda vetta più alta del Monte Çika è la Maja e Qorrës, la cui cima ammonta a 2.018 m sul livello del mare.
Nella zona del Monte Çika i Monti Acrocerauni si dividono in due. La catena costiera occidentale, quella dei Monti Acrocerauni propriamente detti, degrada nella penisola di Karaburun, che separa la baia di Valona dal mare del canale d'Otranto. A nord la catena orientale continua nei Monti Lungara. Appena ad ovest del Çika le montagne acrocerunesi proseguono nel Passo di Llogara (1.027 m s.l.m.).
Il monte, prevalentemente innevato fino all'estate, offre una visuale unica sull'intera Riviera albanese, sulla vicina costa salentina e sull'isola di Corfù.

## Conservazione
Il monte, insieme alla penisola di Karaburun e alla baia di Valona, è stato designato Important Bird and Biodiversity Area da BirdLife International, per via dei rapaci che vi nidificano.